# Okupas, flechazos y un golpe en el garaje
Okupas, flechazos y un golpe en el garaje es el segundo episodio de la primera temporada de la serie de televisión La que se avecina. Su primer pase en televisión fue en Telecinco el 29 de abril de 2007, estrenándose con un 20,3% de cuota de pantalla y 3.304.000 espectadores.

## Argumento
Izaskun y Mari Tere han conseguido okupar el Piso Piloto de Mirador de Montepinar, a escondidas de Raquel Villanueva, a la que llaman "Miranda". Consiguen coger una llave y Joaquín y Eric intentan todo lo posible para sacarlas de ahí, tal como asustarlas o quitarles la luz, pero no consiguen nada.
A su vez, Cristina, empieza a sentirse atraída por el presidente de la comunidad, Javi, y Sergio liga con Raquel, posteriormente cortando por cuernos de Sergio, y los vecinos necesitan que él vuelva con Raquel para que les arregle los desperfectos.
Enrique Pastor y Araceli ponen rejas en el jardín sin permiso de la comunidad, cosa que a los Recio no les hace nada de gracia, se quejaron y tuvieron que quitarlas.
Después, Araceli y su madre (Doña Charo) le dan un golpe al coche de Antonio Recio por la parte de alante y huyen como si no hubiera pasado nada, consiguen quitarle las llaves del coche entrando a la casa de los Recio y pillándoles desprevenidos. Maxi decide llevárselos a un mecánico amigo suyo, cosa que es mentira ya que quería ligar con una chica ciega, y lo pillan conduciendo a máxima velocidad por una carretera.

## Reparto

### Principal
| Actor                   | Personaje              |
| ----------------------- | ---------------------- |
| Malena Alterio          | Cristina Aguilera      |
| Fabio Arcidiácono       | Fabio Sabatani         |
| Ricardo Arroyo          | Vicente Maroto         |
| Mariví Bilbao           | Izaskun Sagastume      |
| Carlota Boza            | Carlota Rivas Figueroa |
| Fernando Boza           | Nano Rivas Figueroa    |
| Beatriz Carvajal        | Goya Gutiérrez         |
| Pablo Chiapella         | Amador Rivas           |
| Adrià Collado           | Sergio Arias           |
| Gemma Cuervo            | Mari Tere Valverde     |
| Rodrigo Espinar         | Rodrigo Rivas Figueroa |
| Eduardo García Martínez | Fran Pastor Madariaga  |
| José Luis Gil           | Enrique Pastor         |
| Eduardo Gómez Manzano   | Máximo Angulo          |
| Macarena Gómez          | Lola Trujillo          |
| Elio González           | Eric Cortés            |
| Nacho Guerreros         | Coque Calatrava        |
| Eva Isanta              | Maite Figueroa         |
| Sofía Nieto             | Sandra Espinosa        |
| Isabel Ordaz            | Araceli Madariaga      |
| Guillermo Ortega        | Joaquín Arias          |
| Antonio Pagudo          | Javier Maroto          |
| Emma Penella            | Doña Charo de la Vega  |
| Vanesa Romero           | Raquel Villanueva      |
| Roberto San Martín      | Silvio Ramírez         |
| Jordi Sánchez           | Antonio Recio          |
| Luis Miguel Seguí       | Leonardo Romaní        |
| Nathalie Seseña         | Berta Escobar          |

### Episódico
| Actor                | Personaje          |
| -------------------- | ------------------ |
| Luz Baldenebro       | Gemma              |
| Antonio Cabello      | Jesús              |
| Helena Carrión       | Irene              |
| José Luis García     | Comprador piso #2  |
| Berta Cabanillas     | Compradora piso #2 |
| Enrique Sequero      | Comprador piso #3  |
| Nieves Roche         | Compradora piso #3 |
| Javier García Martín | José Luis          |
| Luis Oyarbide        | Guardia civil      |
| María San Juan       | Rosa               |
| Álvaro Navarro       | Comprador          |
| Eva Cames            | Compradora         |